# Sacituzumab-Govitecan

Die antineoplastisch wirksame Komponente SN-38 (7-Ethyl-10-hydroxycamptothecin) ist der aktive Metabolit von Irinotecan

Sacituzumab-Govitecan (Handelsname: Trodelvy; Hersteller: Gilead Sciences) ist ein Arzneistoff zur parenteralen Behandlung einer bestimmten Form von Brustkrebs. Er wurde im April 2020 in den USA zugelassen, im November 2021 folgte die EU-Zulassung.

## Eigenschaften
Sacituzumab-Govitecan ist ein Antikörper-Wirkstoff-Konjugat der dritten Generation und besteht dementsprechend aus drei Komponenten:
- dem humanisierten monoklonalen Antikörper hRS7 (Sacituzumab),[7] der an das Trophoblasten-Zelloberflächen-Antigen-2 (Trop-2) bindet;
- dem Wirkstoff SN-38 (7-Ethyl-10-hydroxycamptothecin), der als  Topoisomerase-Inhibitor wirkt;
- einem hydrolysierbaren Linker (CL2A) vom Maleimid-Typ, der den humanisierten monoklonalen Antikörper mit SN-38 verbindet.

Der monoklonale Antikörper wird rekombinant in Zellkulturen von murinen-Myelomzellen produziert, während die niedermolekularen Komponenten SN-38 und CL2A durch chemische Synthese hergestellt werden. In Sacituzumab-Govitecan kommen durchschnittlich 7 bis 8 Moleküle SN-38 auf ein Antikörpermolekül. SN-38 kann aufgrund seiner Toxizität und schlechten Löslichkeit nicht direkt an Patienten verabreicht werden. Das Wortende -tecan im Substanznamen wird allgemein für antineoplastische, chemisch vom Campothecin abgeleitete Topoisomerase-I-Hemmer verwendet.

## Wirkungsprinzip
Pharmakologische Daten legen nahe, dass Sacituzumab-Govitecan an Trop-2-exprimierende Krebszellen bindet und nach der Internalisierung dann durch Hydrolyse des Linkers das SN-38 freisetzt. SN-38 interagiert mit Topoisomerase I und verhindert die erneute Ligation von durch Topoisomerase I induzierten Einzelstrangbrüchen. Die daraus resultierenden DNA-Schäden führen zu Apoptose und Zelltod.
Trop-2 ist ein Transmembranprotein, das in hohen Konzentrationen bei verschiedenen Krebsarten wie Prostata-, Bauchspeicheldrüsen-, Urothel-, Lungen- und Brustkrebs vorkommt. Es wird bei allen Subtypen des Brustkrebs exprimiert und besonders stark bei dreifach negativem Brustkrebs (triple-negative breast cancer, TNBC).
Die häufigsten unerwünschten Wirkungen, die bei mehr als 25 Prozent der Patienten beobachtet wurden, sind Neutropenie und Durchfall (die auch schwer verlaufen können), Übelkeit, Müdigkeit, Anämie, Erbrechen, Alopezie, Verstopfung, Hautausschlag, verminderter Appetit und Bauchschmerzen.

## Indikationen
Sacituzumab-Govitecan ist mit Stand Mai 2022 in der EU zugelassen zur Behandlung des nicht-resezierbaren oder metastasierten dreifach negativen Brustkrebses (TNBC) bei Erwachsenen, die mindestens zwei vorherige systemische Therapien durchlaufen haben, darunter mindestens eine Therapie gegen die fortgeschrittene Erkrankung. Dreifach negativer Brustkrebs, der in etwa 15 % bis 20 % der Brustkrebserkrankungen diagnostiziert wird, ist durch fehlende Östrogen- und Progesteronrezeptor-Expression und eine geringe HER2-Expression charakterisiert und weder einer antihormonellen Therapie noch einer zielgerichteten HER2-Blockade zugänglich. Die Tumoren weisen eine hohe Proliferationsrate auf und treten vor allem bei jungen Frauen auf. TNBC hat eine schlechte Prognose und ist schwierig zu therapieren.

## Frühe Nutzenbewertung
In Deutschland müssen seit 2011 neu zugelassene Medikamente mit neuen Wirkstoffen gemäß § 35a SGB V einer „frühen Nutzenbewertung“ durch den Gemeinsamen Bundesausschuss (G-BA) unterzogen werden, wenn der pharmazeutische Hersteller einen höheren Verkaufspreis als nur den Festbetrag erzielen möchte. Nur wenn ein Zusatznutzen besteht, kann der Arzneimittelhersteller mit dem Spitzenverband der gesetzlichen Krankenkassen einen Preis aushandeln. Die Dossierbewertungen, auf deren Basis der G-BA seine Beschlüsse fasst, erstellt das Institut für Qualität und Wirtschaftlichkeit im Gesundheitswesen (IQWiG).
In einem solchen Verfahren wurde Sacituzumab-Govitecan im Jahr 2021 bewertet. Der Vergleich erfolgte im zugelassenen Anwendungsgebiet (Therapie bei Erwachsenen mit inoperablem oder metastasiertem triple-negativem Mammakarzinom, die zuvor mindestens zwei systemische Therapien erhalten haben, darunter mindestens eine gegen die fortgeschrittene Erkrankung). Die Vergleichstherapie war eine Chemotherapie mit einem der folgenden Wirkstoffe: Capecitabin, Eribulin, Vinorelbin, ein Taxan oder ein Anthracyclin. Gemäß Bewertung des IQWiG gibt es für Sacituzumab-Govitecan gegenüber dieser Vergleichstherapie einen Anhaltspunkt für einen erheblichen Zusatznutzen. Ausschlaggebend für dieses Urteil war insbesondere die Verlängerung des Gesamtüberlebens bei Behandlung mit Sacituzumab-Govitecan (11,8 gegenüber 6,7 Monaten in der relevanten Teilpopulation der maßgeblichen Studie ASCENT), jedoch zeigten sich auch Vorteile in Bezug auf weniger Nebenwirkungen und eine bessere Lebensqualität. Der G-BA stufte die Aussagekraft der maßgeblichen Studie höher ein und stellte in seinem Beschluss im Mai 2022 einen Hinweis auf einen erheblichen Zusatznutzen fest.

## Entwicklung
Sacituzumab-Govitecan (Trodelvy) wurde von dem Unternehmen Immunomedics, Inc (USA), welches 2020 an Gilead Sciences überging, entwickelt. Nach den 2007 eingeleiteten präklinischen Studien begann 2013 die klinische Phase. Das Mittel erwarb als Kandidat zur Behandlung von schweren bzw. lebensbedrohlichen Krankheiten einige FDA-Sonderverfahren wie etwa fast track designation (2015), breakthrough therapy designation (2016) und priority review (2018). Im April 2020 wurde nach einem beschleunigten Verfahren (accelerated approval program) die Zulassung erteilt. Sie basiert auf den Ergebnissen der multizentrischen, einarmigen klinischen Studie IMMU-132-01 an 108 Patienten mit metastasiertem dreifach negativem Brustkrebs, die bereits mindestens zwei antimetastatische Behandlungen erhalten hatten. Die Beurteilung der Wirksamkeit basierte auf der Gesamtansprechrate (overall response rate, ORR), die 33,3 % betrug, sowie der Ansprechdauer, d. h. der Dauer der Reaktion bei den Patienten, die auf die Therapie angesprochen hatten (bei 55,6 % betrug sie mindestens 6 Monate, bei 16,7 % mindestens 12 Monate, im Mittel 7,7 Monate).
Für die Behandlung des kleinzelligen Lungenkrebs und des Bauchspeicheldrüsenkrebs wurde 2013 in den USA der Status als Orphan-Arzneimittel zuerkannt.